# Trevor Chan
Trevor Chan é um desenvoledor de jogos de computador e CEO da Enlight.
Já projetou diversos jogos, como Seven Kingdoms e Capitalism II.